# 니콘 D200
니콘 D200(Nikon D200)은 2005년 11월 1일에 출시된 니콘 고급형 디지털 SLR이다. D200은 기본형 DSLR(니콘 D50, 니콘 D70s)과 최고급형 DSLR(니콘 D2Hs, 니콘 D2Xs) 사이에 위치한다. D200은 니콘 D100 후속 모델로 볼 수 있다. 1,020만 유효 화소를 가지는 CCD를 사용한다.
니콘 D200은 소니 CCD를 사용하고 있다. 이 센서는 니콘 D80, 소니 DSLR-A100 등에 사용되는 ICX493AQA와는 다르다. 후지필름은 니콘에게서 D200의 바디를 넘겨받아 파인픽스 S5 Pro를 생산하고 있다.

## 사진

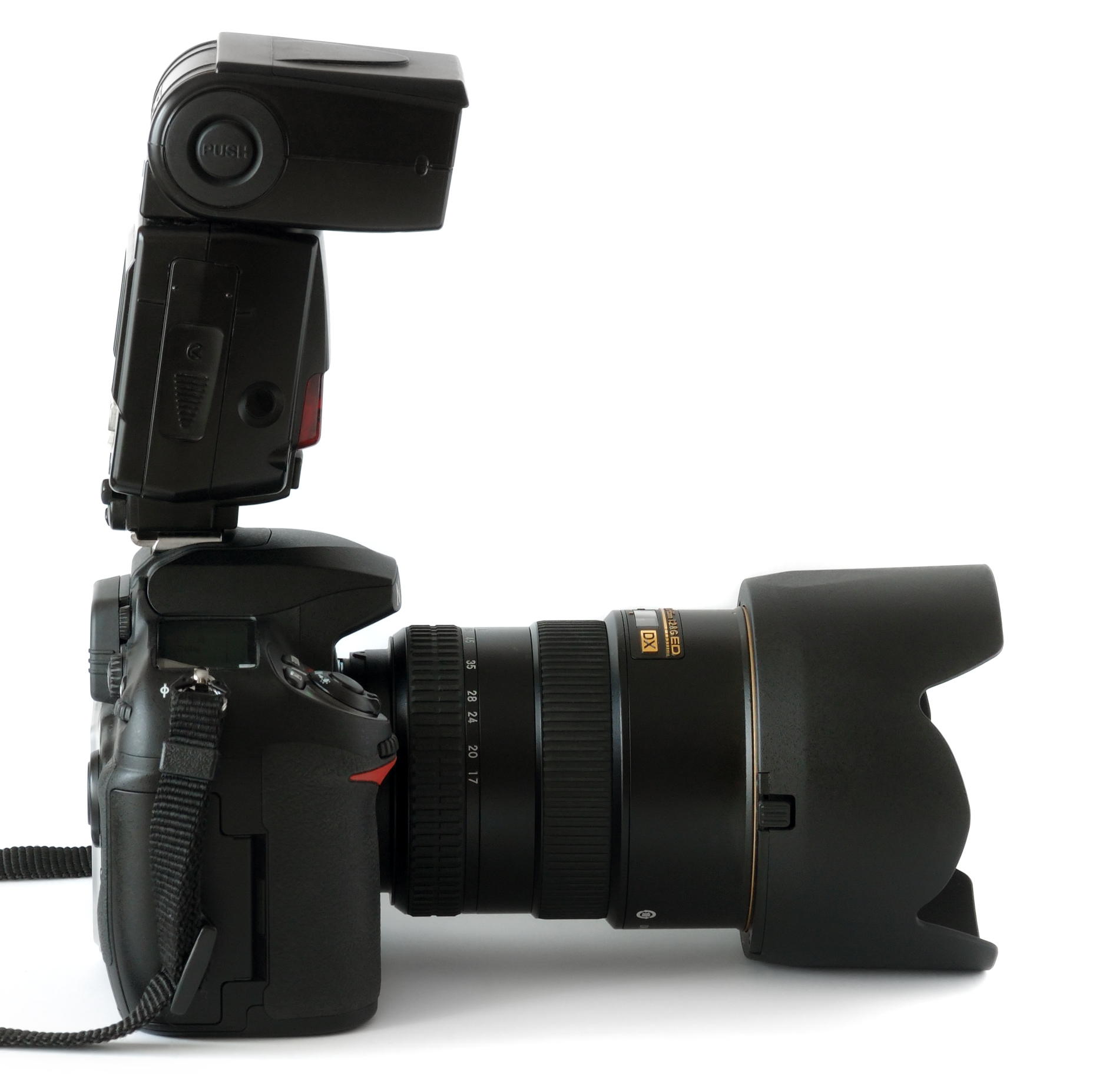
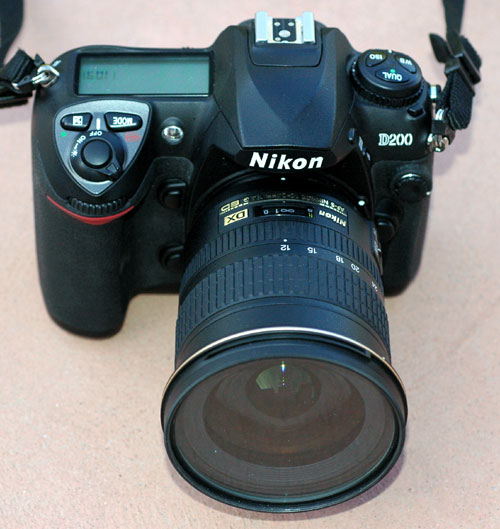
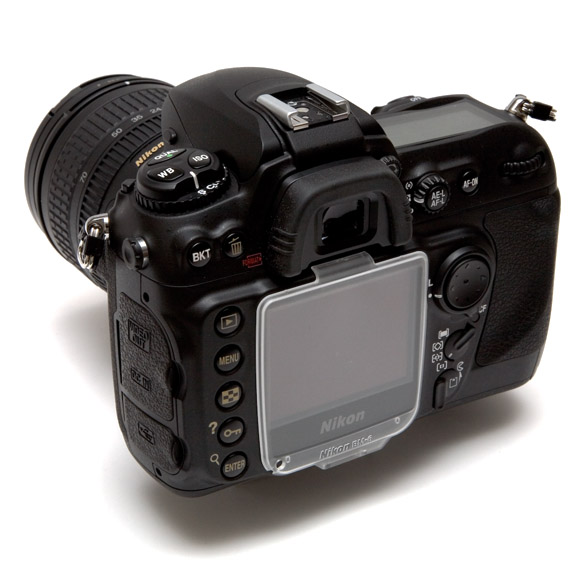
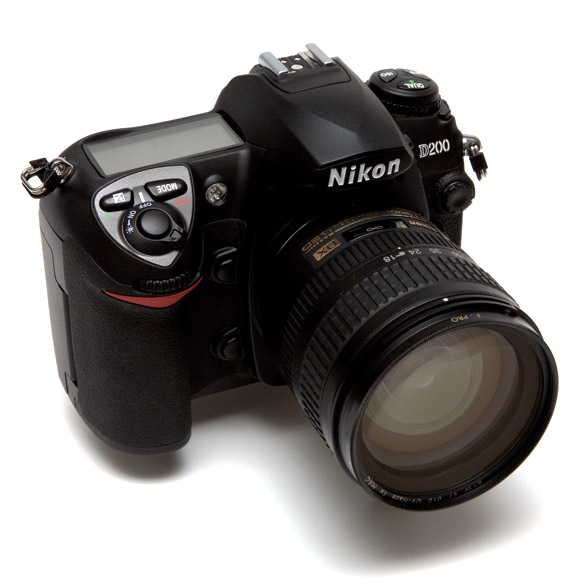
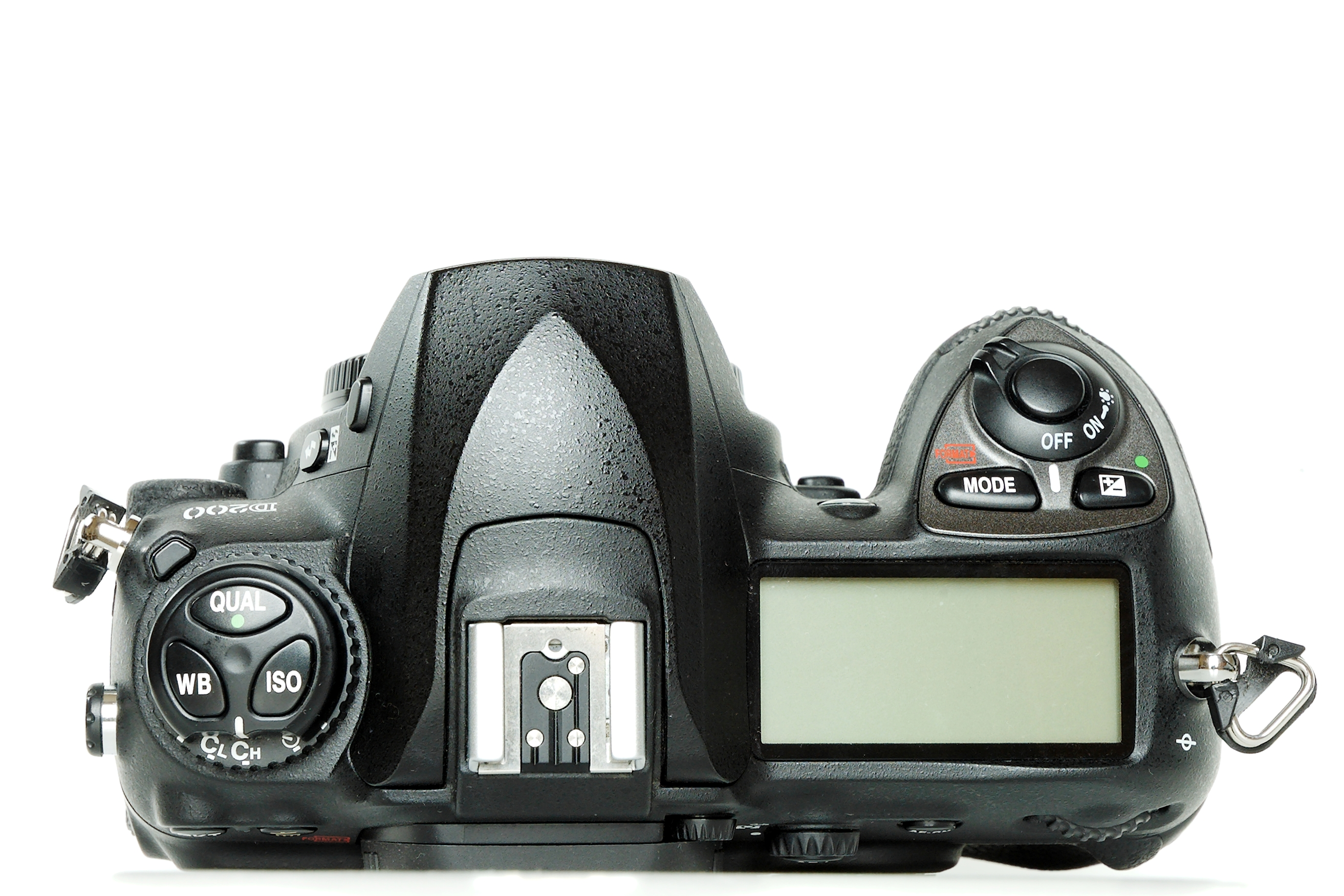